# ピクリン酸
| ピクリン酸         | ピクリン酸                                        |
| ------------------ | ------------------------------------------------- |
| ピクリン酸の構造式 |                                                   |
| IUPAC名            | 2,4,6-トリニトロフェノール                        |
| 分子式             | C6H3N3O7                                          |
| 示性式             | C6H2(OH)(NO2)3                                    |
| 分子量             | 229.10 g/mol                                      |
| CAS登録番号        | [88-89-1]                                         |
| 形状               | 黄色結晶                                          |
| 密度と相           | 1.763 g/cm3, 固体                                 |
| 融点               | 122 ℃                                             |
| 沸点               | 325 ℃                                             |
| 発火点             | 322 ℃                                             |
| SMILES             | Oc1c([N+](=O)[O-])cc([N+](=O)[O-])cc1[N+](=O)[O-] |
| 出典               | ICSC 0316                                         |
| 爆薬としての性質   |                                                   |
| 爆速               | 7,350 m/s, 仮比重 1.70                            |
| トラウズル値       | 111                                               |
| 危険性             |                                                   |
| 主な危険性         | E T                                               |
| Rフレーズ          | R1 R10 R36 R37 R38                                |
| Sフレーズ          | S28 S35 S37 S45                                   |

ピクリン酸（ピクリンさん、英語: Picric acid）とは、芳香族のフェノール誘導体のニトロ化合物である。いくつかの異性体を持つトリニトロフェノールのうち 2,4,6-トリニトロフェノールのことを指す。水溶液は強い酸性を示す。不安定で爆発性の可燃物であることから、かつては火薬としても用いられた。

## 性質
ピクリン酸の味は苦い。非極性溶媒に溶けるが、極性溶媒に溶けにくい。ただし、極性溶媒に溶解しないわけではなく、代表的な極性溶媒である水に溶解するほか、同じく極性溶媒の1つであるエタノールにも溶解する。
ところで、フェノール類の検出方法の1つとして、塩化鉄(III) による呈色反応が知られる。しかし、ピクリン酸はフェノール類であるのにもかかわらず、この反応が見られないので注意が必要である。これは、電子求引性の高いニトロ基が3つも付いていることにより、ベンゼン環中の電子密度が低下して酸素原子における非共有電子対の電子密度が下がり、その結果、鉄(III)イオンに対する配位能力が非常に弱くなっていることが原因であるとされる。また、同じように酸素原子上の電子密度が下がる結果、ピクリン酸は水溶液中で強い酸性を示し、ほぼ完全にピクラートイオン（ピクリン酸のヒドロキシ基からプロトンが外れた状態）になっている。ピクリン酸の飽和水溶液は生物組織標本作製用の固定液（ブアン固定液 (Bouin's fluid)、ザンボーニ固定液など）の成分として用いる。また、酸塩基指示薬としても使用される。このほか、重金属と反応して非常に衝撃に敏感な、つまり爆発を引き起こすエネルギーを持った塩を作る。

## 製法
ピクリン酸は、フェノールを濃硫酸でスルホフェノールとしてから、濃硝酸でニトロ化することによって得られる。一般的な混酸ではフェノールがニトロ化よりも先に酸化され純品を得ない。

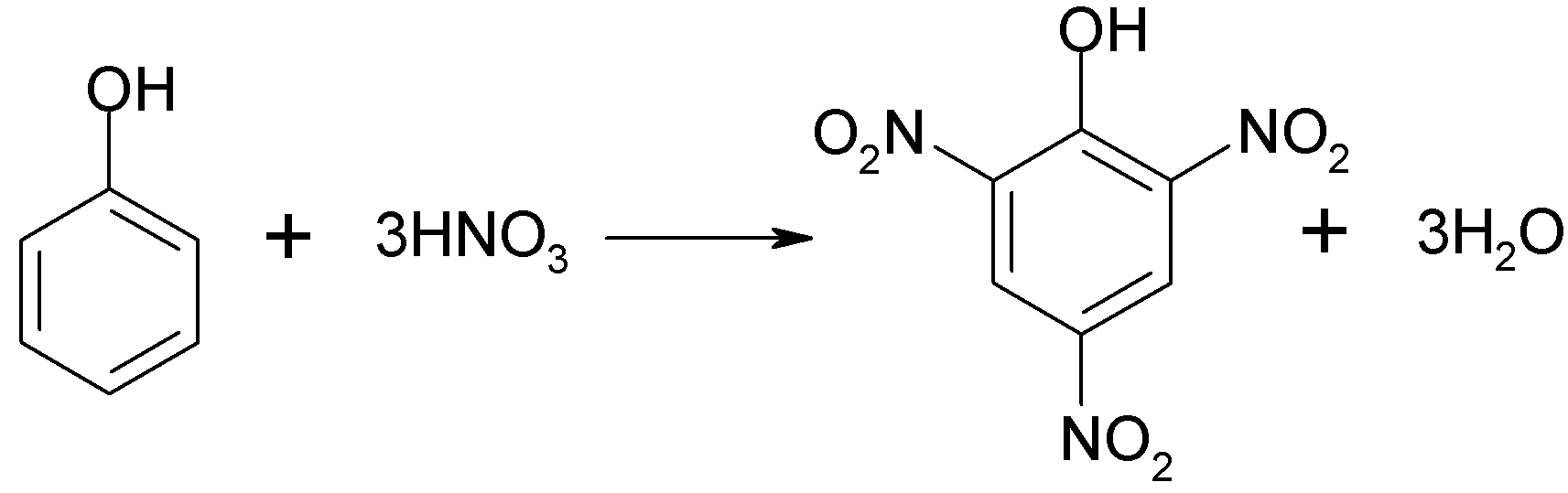
フェノールのニトロ化反応

工業的にはスルホフェノール法やクロロベンゼン法の2種類があり、かつてはベンゼンを水銀触媒存在下でニトロ化する方法も研究された。

## 歴史
初めてピクリン酸に言及した資料は、ヨハン・ルドルフ・グラウバーが1742年に書いたとされる錬金術に関する文書である。当初ピクリン酸は動物の角、絹、インディゴ、樹脂のような物質をニトロ化することで作られた。フェノールからの合成、および、正しい化学式の決定は1841年に成し遂げられた。この物質が爆発性であることが知られるようになったのは1830年である。それ以前には、酸そのものに爆発性はなく、その塩だけが爆発物だと考えられていた。1873年、ヘルマン・シュプレンゲル（Hermann Sprengel）がピクリン酸の爆発性を証明した。1885年、シュプレンゲルの研究に基づき、フランスのウジェーヌ・テュルパンがコロジオンを加えて圧縮成形したピクリン酸を遅延信管と組み合わせることにより、発破および砲弾に利用する方法の特許を取得した。フランス政府はこれをメリニット（Mélinite）と名づけ、ニトロセルロースに次ぐものとして採用した（1887年）。1888年以降、イギリスはほぼ同様の混合物（ジニトロベンゼンとワセリンを添加）をケント州のリッド（Lydd）で生産した。これは地名にちなんでリッダイト（lyddite）と呼称された。それに続いて日本もピクリン酸単独による下瀬火薬を開発した（ピクリン酸単独は日本のみ採用）。1889年に発明されたクレシル酸アンモニウムとの混合物はエクラジット（Ekrasit）の名の下にオーストリアで生産された。そして1894年までにはロシアでそれを炸薬用に生産する手法が開発され、当時最強の爆発物であったピクリン酸は軍事的に重要な物質となった。例えば、1904年の日露戦争においても日本海軍の主力爆薬として用いられた、下瀬火薬の主成分であったことでも知られている。しかしながら、ピクリン酸は不安定な物質で常に爆発の危険があるため、ピクリン酸の詰まった砲弾は扱いづらいものであった。ピクリン酸は、第一次世界大戦ではまだ使用されたものの、ピクリン酸の危険性は第一次世界大戦中の1917年に発生したハリファックス大爆発事件で如実に示された。そして、20世紀も年が進むにつれ、ピクリン酸よりも安定な爆薬であるトリニトロトルエン（TNT）とコルダイトに取って代わられていった。同時期に開発された日本の九九式手榴弾は、九七式手榴弾までの手榴弾よりも小型軽量化されたため、炸薬としてTNTよりも威力が大きいピクリン酸を用いていた。
日本国内では1970年代、過激派の爆弾闘争において即席爆発装置の材料の一つとして用いられるようになり、ピクリン酸を入手するために計画的に薬品会社に入社する者も現れた。

## 法規制
日本の消防法において、第5類危険物(自己反応性物質)であるニトロ化合物に属する。また毒物及び劇物取締法で医薬用外劇物に指定されている。